# Coniortodes
Coniortodes é um gênero de traça pertencente à família Arctiidae.